# Biến tiềm ẩn
Trong thống kê, biến tiềm ẩn (hay đôi khi gọi là biến ẩn, tiếng Anh: latent variable, từ tiếng Latinh: thì hiện tại phân từ của lateo có nghĩa “ẩn lời nói dối”), đối lập với biến quan sát) là một biến không được quan sát trực tiếp mà phải quan sát bằng suy luận thống kê thường thông qua một mô hình toán học từ các biến khác được quan sát (trực tiếp đo lường).
Các mô hình toán học nhắm mục đích giải thích các biến quan sát dưới dạng các biến tiềm ẩn được gọi là mô hình biến tiềm ẩn. Các mô hình biến tiềm ẩn được sử dụng rộng rãi ở nhiều lĩnh vực, bao gồm tâm lý học, nhân khẩu học, kinh tế học, kỹ thuật, y học, vật lý học, học máy/trí tuệ nhân tạo, tin sinh học, hóa lượng (chemometrics), xử lý ngôn ngữ tự nhiên, kinh tế lượng, quản lý và khoa học xã hội.